# Süd-Ost-Verbindung
Die Süd-Ost-Verbindung (kurz: SOV) ist ein Projekt zur Errichtung einer kreuzungsarmen Stadtschnellstraße inklusive Spreequerung in Berlin. Sie soll die Sanierungsgebiete Ober- und Niederschöneweide mit der Autobahn A 113 verbinden und in der Nähe befindliche Brücken wie Stubenrauchbrücke und Treskowbrücke vom Individualverkehr entlasten. Realisiert wurde bislang der erste Bauabschnitt über den 420 Meter langen Neubau der Minna-Todenhagen-Brücke. Die weiteren Planungen der Süd-Ost-Verbindung ruhen zurzeit (Stand 2021), sind aber weiterhin als Langfristmaßnahmen im Berliner Stadtentwicklungsplan Mobilität und Verkehr enthalten.

## Bauabschnitte

### Abschnitt 1
Der am 21. Dezember 2017 eröffnete erste Bauabschnitt der SOV führt von der Rummelsburger Landstraße zur Köpenicker Landstraße/Schnellerstraße. Ab der Rummelsburger Landstraße verläuft die SOV auf der neu angelegten Minna-Todenhagen-Straße, dem ehemaligen Grenzweg. Als Spreeüberquerung wurde in den Jahren 2013–2017 eine neue Brücke gebaut. Die SOV folgt somit dem Britzer Zweigkanal auf der östlichen Seite bis zur Köpenicker Landstraße.

### Abschnitt 2
Im zweiten Bauabschnitt, derzeit als Verkehrslösung Baumschulenweg bezeichnet, ist eine Verlängerung von der Köpenicker Landstraße bis zur Baumschulenstraße geplant, bis dorthin soll die neue Straße auf der Ostseite des Britzer Zweigkanals verlaufen. Für die Umsetzung müsste allerdings die Hochspannungstrasse verlegt werden. Die Planungen für diesen Bauabschnitt ruhen seit der Realisierung des ersten Bauabschnitts.

### Abschnitt 3
Der dritte Bauabschnitt (Verkehrslösung Späthsfelde), für den die Planungen derzeit ebenfalls ruhen, soll die Süd-Ost-Verbindung schließlich zur Anschlussstelle Späthstraße auf der A 113 verlängern. Der Straßenneubau zielt zudem auf die Entwicklung und Erschließung eines Gewerbe- und Baugebietes nördlich des heutigen Verlaufs der Späthstraße und südlich des Britzer Verbindungskanals. Da sich in diesem Gebiet zurzeit Kleingärten befinden, trifft das Projekt auf den Widerstand der dort ansässigen Kleingärtner.